# Universität Fukui

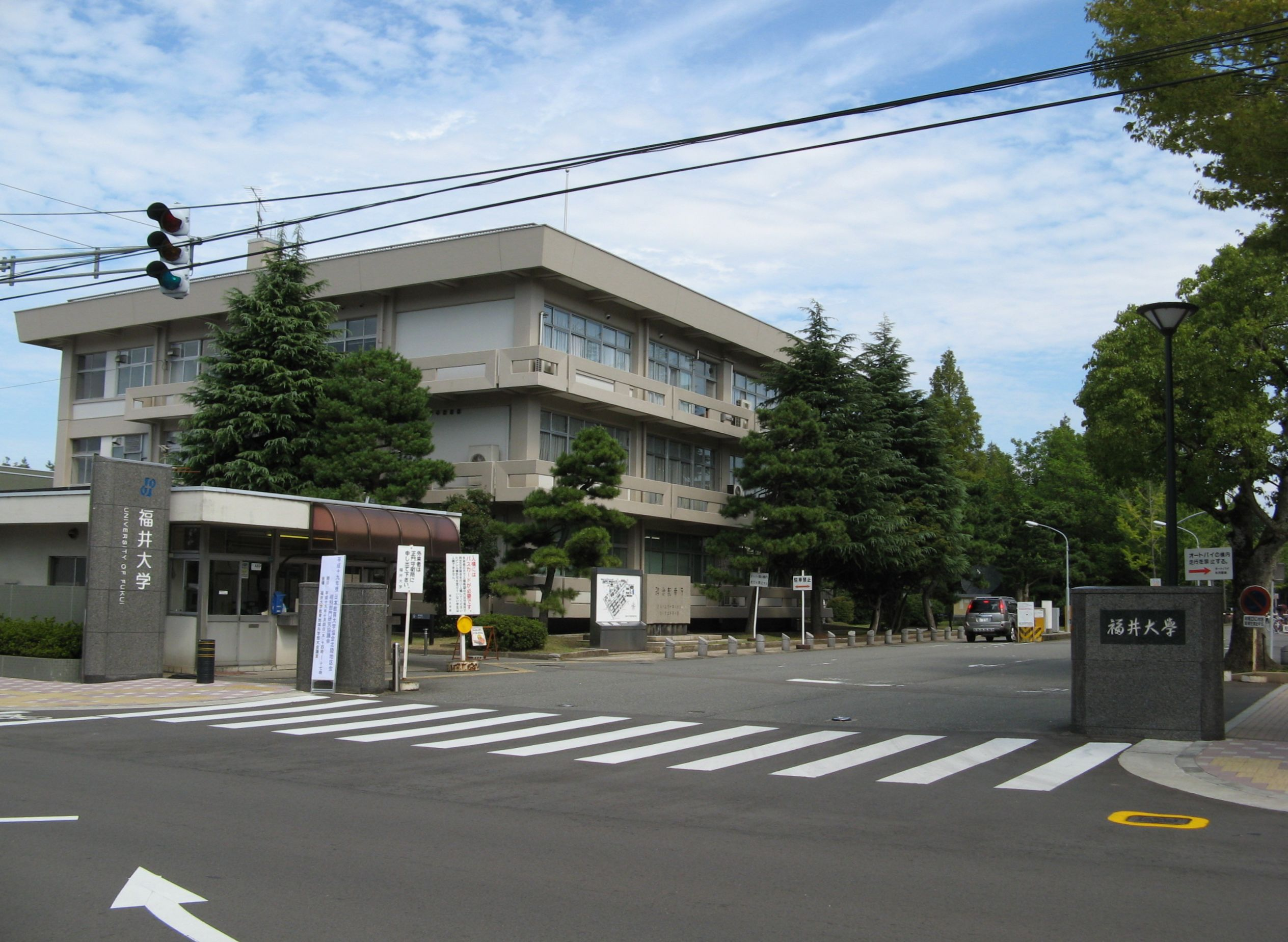
Haupttor im Bunkyō-Campus

Die Universität Fukui (jap. 福井大学, Fukui daigaku, engl. University of Fukui, kurz: Fukudai 福大) ist eine staatliche Universität in Japan. Der Hauptcampus liegt in Fukui in der Präfektur Fukui.

## Geschichte
Die (ältere) Universität Fukui (engl. Fukui University) wurde 1949 durch den Zusammenschluss der drei staatlichen Schulen gegründet. Die drei waren:
- die Normalschule Fukui (福井師範学校, Fukui shihan gakkō in Sabae, gegründet 1873),
- die Jugend-Normalschule Fukui (福井青年師範学校, Fukui seinen shihan gakkō in Sabae, gegründet 1938), und
- das Technikum Fukui (福井工業専門学校, Fukui kōgyō semmon gakkō, gegründet 1923).

Die drei Schulen lagen vor dem Zweiten Weltkrieg in der Stadt Fukui. Der Krieg (1945) und das Fukui-Erdbeben (1948) zerstörten die Schulgebäude; die Normalschule und Jugend-Normalschule zogen nach Sabae um (dort befand sich die Lehrerbildungsabteilung für Frauen seit 1928). Das Technikum blieb im heutigen Bunkyō-Campus in der Stadt Fukui.
Die (ältere) Universität Fukui wurde mit zwei Fakultäten eröffnet: Liberal Arts und Ingenieurwissenschaften. Die Fakultät für Liberal Arts zog 1952 in den Bunkyō-Campus und benannte sich 1966 in Pädagogische Fakultät, 1999 dann in Fakultät für Pädagogik und Regionalstudien.
2003 wurde die Medizinische Universität Fukui (福井医科大学, Fukui ika daigaku, gegründet 1978) zur Universität Fukui zusammengelegt.

## Fakultäten

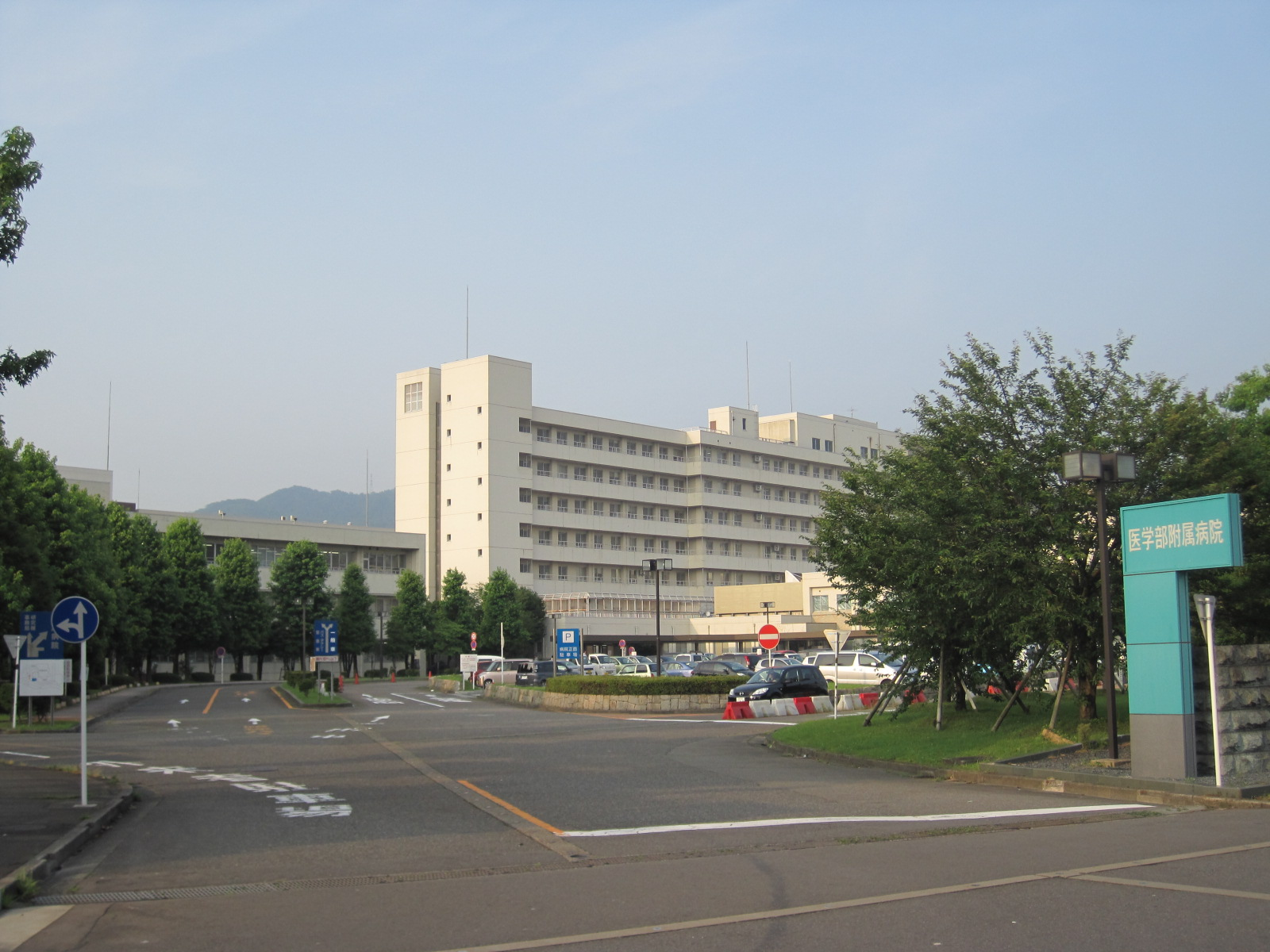
Universitätsklinikum im Matsuoka-Campus

- Bunkyō-Campus (in Fukui, Präfektur Fukui, 36° 4′ 36,8″ N, 136° 12′ 42,2″ OKoordinaten: 36° 4′ 36,8″ N, 136° 12′ 42,2″ O):
  - Fakultät für Pädagogik und Regionalstudien
  - Fakultät für Ingenieurwissenschaften
- Matsuoka-Campus (in Eiheiji, Präfektur Fukui, 36° 6′ 34,5″ N, 136° 17′ 35,1″ O):
  - Fakultät für Medizin